# 래리 브리그맨
래리 브리그맨(Larry Bryggman, 1938년 12월 21일 ~ )은 미국의 텔레비전 배우, 영화배우, 연극 배우이다.
콩코드에서 태어났다.

## 영화
- 스파이 게임 (2001년) - 트로이 역
- 뉴욕 광시곡 (1996년) - 본인/스탠리 군주 역
- 다이 하드 3 (1995년) - Insp. 월터 코브 역
- 용감한 변호사 (1979년) - 워렌 프레스넬 역
- 스트라이크 포스 (1975년)
- 애즈 더 월드 턴즈 (1956년)